# Стампиљијано (Терамо)
Стампиљијано (итал. Stampigliano) је насеље у Италији у округу Терамо, региону Абруцо.
Према процени из 2011. у насељу је живело 102 становника. Насеље се налази на надморској висини од 329 м.